# Mariage de Boston

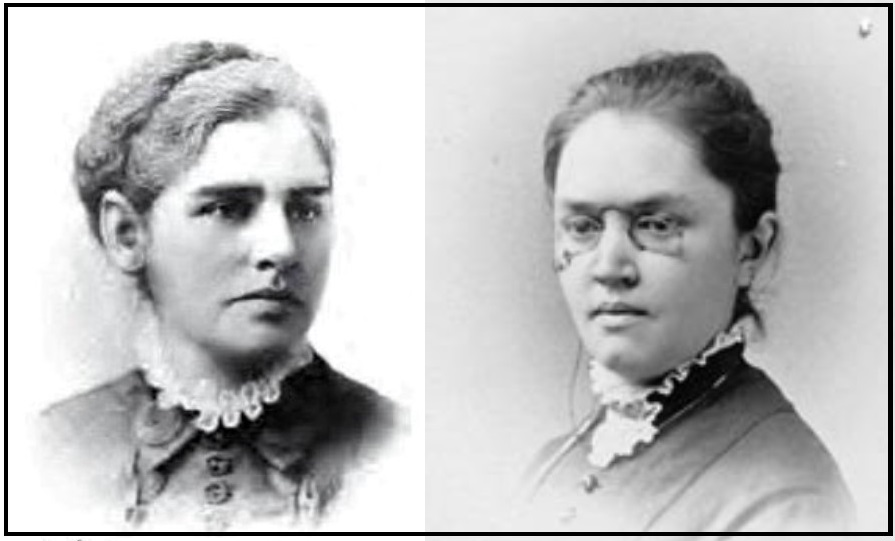
Katharine Coman et Katharine Lee Bates, professeurs au Wellesley College qui vécurent ensemble durant 25 ans.

L'expression mariage de Boston (en anglais : Boston marriage) a été utilisée, surtout aux États-Unis, aux XIXe et XXe siècles pour parler de deux femmes qui vivaient ensemble sans dépendre financièrement d’un homme. De telles relations ne sont pas obligatoirement sexuelles ; l'existence de mariages de Boston platoniques a été utilisée pour écarter les soupçons de saphisme après que tant d'hommes eurent été tués au cours de la Première Guerre mondiale. Aujourd'hui, le terme est parfois employé en référence à deux femmes qui vivent ensemble. Une telle relation peut impliquer de l'intimité et de la confiance, sans sexualité.

## Origine du terme
Le terme « mariage de Boston » est entré dans l'usage, semble-t-il, après le roman de Henry James Les Bostoniennes (1886), qui décrit une relation semblable à un mariage entre deux femmes, les New Women, des femmes indépendantes, non mariées, autonomes financièrement (ce qui parfois signifiait qu'elles avaient fait un héritage ou qu'elles avaient des moyens d'existence comme écrivains ou dans d'autres carrières professionnelles, réservées aux femmes instruites). Une autre expression moins commune mais tout de même utilisée était Wellesley marriage.

## Usage moderne
En 1999, la pièce Boston Marriage par David Mamet nous montre un tel mariage comme ayant un côté explicitement sexuel[réf. nécessaire]. En 2004, le Massachusetts est devenu le premier État des États-Unis à permettre juridiquement les mariages homosexuels.

## Sources
- Angus McLaren, Twentieth-Century Sexuality: A History, Oxford, Royaume-Uni, Blackwell Publishers Ltd, 1999.  (ISBN 0-631-20812-7)
- Lionel Povert, Dictionnaire gay, publié par Jacques Grancher, 1994.  (ISBN 9782733904336)
- Esther D Rothblum et Kathleen A Brehony, Boston marriages: romantic but asexual relationships among contemporary lesbians, Amherst, University of Massachusetts Press, 1993.  (ISBN 9780870238758)

- (en) Cet article est partiellement ou en totalité issu de l’article de Wikipédia en anglais intitulé « Boston marriage » (voir la liste des auteurs).